# Carrera Panamericana 1950
La Carrera Panamericana 1950 è stata la prima edizione della Carrera Panamericana, svoltasi tra il 5 e il 10 maggio 1950.

## Contesto
Dopo che il tratto messicano della Panamericana fu completato nel 1950, il governo messicano organizzò una corsa di cinque giorni in nove tappe attraverso il paese per pubblicizzare questa impresa e attirare affari internazionali in Messico. La gara si è svolta quasi interamente lungo la nuova autostrada, che ha attraversato il paese da nord a sud per una distanza totale di oltre 3.300 chilometri (2.100 miglia). Antonio Cornejo, un rivenditore Pontiac a Città del Messico, è stato il direttore generale dell'evento.
Tra i partecipanti, provenienti da Stati Uniti, Italia, Francia, Spagna, Venezuela, Colombia, Guatemala, Perù e, ovviamente, Messico, alla gara hanno preso parte i piloti di Formula 1 Piero Taruffi e Felice Bonetto ed anche Bill France, il fondatore della NASCAR. Altri piloti NASCAR come Hershel McGriff e Curtis Turner vi hanno partecipato. Ha preso parte anche lo sporcar racer Jean Trévoux.

## Gara
I primi tre posti sono stati conquistati da auto americane e piloti americani. Il vincitore, Hershel McGriff, ha guidato una Oldsmobile 88 a una velocità media di 142 km/h. Sebbene meno potente, l'auto era sostanzialmente più leggera delle sue grandi concorrenti Lincoln e Cadillac, il che significa che alla fine si sarebbe allontanata da loro sul percorso ripido e tortuoso. L'auto (che era costata a McGriff solo $ 1.900, quando la borsa del vincitore era di $ 17.000 ), aveva un altro vantaggio nel suo peso: era molto più facile da frenare, il che significa che McGriff terminò la gara con le sue ganasce dei freni originali. Il motivo per cui questo era così importante era che né McGriff né il suo copilota erano in grado di eseguire anche la manutenzione più elementare dell'auto. McGriff ha anche notato che il controllo offerto dal suo cambio manuale gli ha dato un vantaggio significativo l'ultimo giorno sulle strade sterrate del Chiapas, quando alla fine ha superato la Cadillac in testa alla gara. L'auto europea meglio piazzata, in quarta posizione, è stata un'Alfa Romeo 6C guidata dal pilota italiano Piero Taruffi.

## Classifica finale
I vincitori di ogni classe sono indicati in grassetto.
| Pos     | Classe | N°  | Team                     | Piloti                                                  | Telaio                           | Giri |
| ------- | ------ | --- | ------------------------ | ------------------------------------------------------- | -------------------------------- | ---- |
| 1       | ST     | 52  | Roy Sundstrom            | Hershel McGriff Ray Elliott                             | Oldsmobile 88                    | 9    |
| 2       | ST     | 113 | Thomas A. Deal           | Thomas A. Deal Sam Cresap                               | Cadillac Serie 62                | 9    |
| 3       | ST     | 21  | Eugene Barry             | Alvin Rogers Ralph Rogers                               | Cadillac Serie 62                | 9    |
| 4       | ST     | 90  | Automobile Club d'Italia | Piero Taruffi Isidoro Ceroli                            | Alfa Romeo 6C 2500               | 9    |
| 5       | ST     | 12  | James Motor Company      | Bud Sennett John C. Balch                               | Oldsmobile 88                    | 9    |
| 6       | ST     | 79  | H. G. Littlejohn         | Lewis Hawkins Wayland Burgess                           | Oldsmobile 88                    | 9    |
| 7       | ST     | 46  | Transportes Tampico      | Luis Leal Solares Damaso de la Concha                   | Oldsmobile 88                    | 9    |
| 8       | ST     | 103 | Automobile Club d'Italia | Felice Bonetto Bruno Bonini                             | Alfa Romeo 6C 2500               | 9    |
| 9       | ST     | 38  | Bob Estes                | Johnny Mantz Bill Stroppe                               | Lincoln Cosmopolitan             | 9    |
| 10      | ST     | 118 | Tony Parravano           | Jack McAfee Ford Robinson                               | Cadillac Serie 62                | 9    |
| 11      | ST     | 39  |                          | Raúl Argilles Salgado                                   | Mercury                          | 9    |
| 12      | ST     | 19  |                          | Jean Trévoux André Mariotti                             | Delahaye 175S                    | 9    |
| 13      | ST     | 42  |                          | Jesus Nava Gonzáles                                     | Lincoln                          | 9    |
| 14      | ST     | 41  |                          | Edmund Kasold Geano Contessotto                         | Ford                             | 9    |
| 15      | ST     | 82  |                          | Leo Almanza                                             | Mercury                          | 9    |
| 16      | ST     | 71  |                          | Owen Gray Leon McMillan                                 | Oldsmobile                       | 9    |
| 17      | ST     | 91  |                          | Arcesio Paz                                             | Oldsmobile                       | 9    |
| 18      | ST     | 62  |                          | Carlos Mass                                             | Oldsmobile                       | 9    |
| 19      | ST     | 121 |                          | Abelardo Matamoros Acosta                               | Lincoln                          | 9    |
| 20      | ST     | 77  |                          | Jesús Valezzi Adolfo Dueñas Costa                       | Lincoln Cosmopolitan             | 9    |
| 21      | ST     | 3   |                          | José Soto Beltrán                                       | Cadillac                         | 9    |
| 22      | ST     | 72  |                          | Manuel Lara R. Soto                                     | Cadillac                         | 9    |
| 23      | ST     | 128 |                          | Hugo Inciarte                                           | Studebaker                       | 9    |
| 24      | ST     | 101 |                          | José Maqueo Topete                                      | Chrysler                         | 9    |
| 25      | ST     | 9   | Mexiko                   | Guillermo Palmieri Rodolfo Castañeda Florencino Estrada | Cadillac                         | 9    |
| 25      | ST     | 34  |                          | Octavio Anza Esquivel                                   | Lincoln                          | 9    |
| 27      | ST     | 74  |                          | Ramón López                                             | Chevrolet                        | 9    |
| 28      | ST     | 97  |                          | Alí Rachid                                              | Oldsmobile                       | 9    |
| 29      | ST     | 86  |                          | Samuel Marín Arturo Marín                               | Ford                             | 9    |
| 30      | ST     | 120 |                          | Ray Colenbough                                          | Cadillac Serie 62                | 9    |
| 31      | ST     | 92  |                          | Rafael Almodóvar Luis Almodóvar                         | Ford                             | 9    |
| 32      | ST     | 70  |                          | Luis Jesus Astengo Albizuri Innocenzio Ortiz            | Studebaker Champion              | 9    |
| 33      | ST     | 104 |                          | Juan Riu Jean Mott de Riu                               | Mercury                          | 9    |
| 34      | ST     | 106 |                          | Arturo Bretón                                           | Lincoln                          | 9    |
| 35      | ST     | 24  |                          | Ironeneo Rojas Garza                                    | Oldsmobile                       | 9    |
| 36      | ST     | 33  |                          | S. Santoyo                                              | Nash                             | 9    |
| 37      | ST     | 20  |                          | Chas. Fraley Reginald McFee                             | Hudson                           | 9    |
| 38      | ST     | 83  |                          | L. Núnez Chavez                                         | Buick                            | 9    |
| 39      | ST     | 116 | Republic of China        | Manuel Luz Meneses José O'Farrill Larrañaga             | Nash Ambassador                  | 9    |
| 40      | ST     | 131 | Cerverceria Montezuma    | Emilio Camargo Raul Mendozas Terrazas                   | Chevrolet 2100                   | 9    |
| 41      | ST     | 109 |                          | J. V. Hirschfeld                                        | Oldsmobile                       | 9    |
| 42      | ST     | 124 |                          | Victor de la Lama                                       | Buick 40 Special                 | 9    |
| 43      | ST     | 57  |                          | Alfonso Verdugo Quirez                                  | Mercury                          | 9    |
| 44      | ST     | 127 |                          | P. Miranda                                              | Chevrolet                        | 9    |
| 45      | ST     | 17  | Jacqueline Evans         | Jacqueline Evans                                        | Chrysler Windsor                 | 9    |
| 46      | ST     | 125 |                          | Manuel Lomelí Martinez                                  | Cadillac                         | 9    |
| 47      | ST     | 125 |                          | Andrea González Lucille Acevedo                         | Buick                            | 9    |
| 48 NC   | ST     | 6   |                          | Tommy L. Francis Jimmie Crum                            | Ford                             | 9    |
| 49 NC   | ST     | 15  |                          | R. Montes de Oca                                        | Mercury                          | 9    |
| 50 NC   | ST     | 105 |                          | Antonio P. Casero                                       | Buick                            | 9    |
| 51 NC   | ST     | 107 |                          | William Gillespie L. H. Gillespie                       | Buick 40 Special                 | 9    |
| 52 NC   | ST     | 132 |                          | Wishuhn                                                 | DeSoto                           | 9    |
| 53 SQ   | ST     | 56  |                          | Ewald A. Nieders Max H. Diener                          | Ford                             | 0    |
| 54 SQ   | ST     | 49  |                          | Pat O'Connor Robert Owen Curtis Turner                  | Nash Ambassador                  | 9    |
| 55 SQ   | ST     | 114 |                          | Edwin J. Sollohub Nicholeo Scott                        | Nash Ambassador                  | 7    |
| 56 SQ   | ST     | 130 |                          | Arthur Daniel Boone Marie Boone                         | Buick                            | 5    |
| 57 SQ   | ST     | 87  |                          | Andres Wiltz                                            | Studebaker Champion              | 4    |
| 58 SQ   | ST     | 25  |                          | David Aprezza                                           | Lincoln                          | 2    |
| 59 SQ   | ST     | 27  |                          | Alfonso Oviedo Eulalio Rodríguez                        | Cadillac                         | 2    |
| 60 ABD  | ST     | 10  |                          | H. R. Lammons Merryl Bedford                            | Buick                            | 8    |
| 61 ABD  | ST     | 26  |                          | Raymond Parks Red Byron                                 | Lincoln                          | 8    |
| 62 ABD  | ST     | 31  |                          | Ray Crawford                                            | Lincoln                          | 8    |
| 63 ABD  | ST     | 32  |                          | Olegario Pérez                                          | Mercury                          | 8    |
| 64 ABD  | ST     | 37  |                          | Bill France Sr. Curtis Turner                           | Nash Ambassador                  | 8    |
| 65 ABD  | ST     | 94  |                          | Fernando Gallardo Amaro Enrique Torres Caballero        | Studebaker                       | 8    |
| 66 ABD  | ST     | 8   |                          | José Estrada Menocal                                    | Packard                          | 7    |
| 67 ABD  | ST     | 35  |                          | Javier Razo Maciel                                      | Packard                          | 7    |
| 67 ABD  | ST     | 44  |                          | Fernando Razo Maciel                                    | Packard                          | 7    |
| 68 ABD  | ST     | 45  |                          | John N. Stewart James Massey                            | Packard Eight                    | 7    |
| 69 ABD  | ST     | 48  |                          | E. P. Warren Mrs. Warren                                | Buick                            | 7    |
| 70 ABD  | ST     | 63  |                          | George Nelson Ashley Alfredo Saucedo                    | Cadillac                         | 7    |
| 71 ABD  | ST     | 66  |                          | Bob Korf                                                | Hudson                           | 7    |
| 72 ABD  | ST     | 68  |                          | Bill Sterling Daniel Arias Jr.                          | Cadillac                         | 7    |
| 73 ABD  | ST     | 73  |                          | Rafael Mendoza Licea                                    | Nash Ambassador                  | 7    |
| 74 ABD  | ST     | 81  |                          | Lonnie H. Johnson Jr. G. W. McGraw                      | Cadillac                         | 7    |
| 75 ABD  | ST     | 84  |                          | Carlos Almanzan                                         | Mercury                          | 7    |
| 76 ABD  | ST     | 93  |                          | Gabriel Herrera                                         | Mercury                          | 7    |
| 77 ABD  | ST     | 111 |                          | J. W. Parham                                            | Cadillac                         | 7    |
| 78 ABD  | ST     | 2   |                          | Oscar López de Llergo                                   | Packard                          | 6    |
| 79 ABD  | ST     | 14  |                          | Dempsey Wilson Lou Figaro                               | Hudson                           | 6    |
| 80 ABD  | ST     | 18  |                          | Fred Steinbroner                                        | Ford                             | 6    |
| 81 ABD  | ST     | 5   |                          | G. Pirez                                                | Oldsmobile                       | 5    |
| 82 ABD  | ST     | 16  |                          | Alberto Rojas                                           | Cadillac                         | 5    |
| 83 ABD  | ST     | 40  |                          | Ross Barton Marie Brookreson                            | Lincoln Cosmopolitan             | 5    |
| 84 ABD  | ST     | 59  |                          | Robert A. Clement                                       | Cadillac                         | 5    |
| 85 ABD  | ST     | 95  |                          | Charley Goldtrap                                        | Oldsmobile                       | 5    |
| 86 ABD  | ST     | 122 |                          | Harry Adam Elbel                                        | Hudson                           | 5    |
| 87 ABD  | ST     | 129 |                          | C. D. Evans Ramiro Aguilar Jr.                          | Oldsmobile                       | 5    |
| 88 ABD  | ST     | 1   |                          | Luis Iglesias Davalos Tómas Iglesias Davalos            | Hudson                           | 4    |
| 89 ABD  | ST     | 23  |                          | José Sánchez                                            | Cadillac                         | 4    |
| 90 ABD  | ST     | 50  |                          | John Reher                                              | Ford                             | 4    |
| 91 ABD  | ST     | 55  |                          | George Lynch John Fredricks                             | Cadillac                         | 4    |
| 92 ABD  | ST     | 61  |                          | Carlos Mass                                             | Buick                            | 4    |
| 93 ABD  | ST     | 98  |                          | Chuck Meekins Joe Pisano                                | Hudson Commodore                 | 4    |
| 94 ABD  | ST     | 102 |                          | Dwight Fox                                              | Cadillac                         | 4    |
| 95 ABD  | ST     | 123 |                          | Fonty Flock Bob Flock                                   | Lincoln                          | 4    |
| 96 ABD  | ST     | 7   |                          | Henry Charles Bradley Jesús Reyes Molina                | Nash                             | 3    |
| 97 ABD  | ST     | 75  |                          | Jesus Valosi Garcia Ruiz                                | Buick                            | 3    |
| 98 ABD  | ST     | 88  |                          | Harry Sents Amos Hill                                   | Lincoln Cosmopolitan             | 3    |
| 99 ABD  | ST     | 108 | Lucas Taylor             | Lucas Taylor John von Neumann                           | Hotchkiss                        | 3    |
| 100 ABD | ST     | 4   |                          | Ismael Alvarez Eliseo Cruz                              | Hudson                           | 2    |
| 101 ABD | ST     | 11  |                          | Buster Anthony Hemesbedy Margie Allen                   | Mercury                          | 2    |
| 102 ABD | ST     | 13  |                          | Antonio Exchaiz                                         | Lincoln                          | 2    |
| 103 ABD | ST     | 29  |                          | José Antonio Solana Javier Solana                       | Nash                             | 2    |
| 104 ABD | ST     | 36  |                          | Andrew Moran John Moran                                 | Cadillac                         | 2    |
| 105 ABD | ST     | 54  |                          | Jimmy Hicks Knobby Amos                                 | Lincoln Cosmopolitan Sport Sedan | 2    |
| 106 ABD | ST     | 60  |                          | Salvador Barragán                                       | Mercury                          | 2    |
| 107 ABD | ST     | 64  |                          | Marcelo Quintianilla Roberto Quintianilla               | Mercury                          | 2    |
| 108 ABD | ST     | 78  |                          | Attilio Cagnasso                                        | Oldsmobile                       | 2    |
| 109 ABD | ST     | 89  |                          | William Grover                                          | Buick                            | 2    |
| 110 ABD | ST     | 110 |                          | Jay Chamberlain Jorgen Thayssen                         | Jaguar Mark V                    | 2    |
| 111 ABD | ST     | 115 |                          | Lewis Ruwaldt                                           | Lincoln                          | 2    |
| 112 ABD | ST     | 119 |                          | Emilio Portez Medina Armando Rodriguez Morado           | Ford                             | 2    |
| 113 ABD | ST     | 22  |                          | Ralph Holp                                              | Buick                            | 0    |
| 114 ABD | ST     | 30  |                          | Edward Walker Otto Foster                               | Talbot Lago                      | 0    |
| 115 ABD | ST     | 43  |                          | Hugh J. Reilly Walter Dorsey                            | Cord 812                         | 0    |
| 116 ABD | ST     | 47  |                          | Joel Thorne                                             | Cadillac                         | 0    |
| 117 ABD | ST     | 51  |                          | Durán Mejia                                             | Buick                            | 0    |
| 118 ABD | ST     | 65  |                          | Francisco Ibarra                                        | Packard                          | 0    |
| 119 ABD | ST     | 76  |                          | Salvador López Chávez                                   | Hudson                           | 0    |
| 120 ABD | ST     | 85  |                          | Gustavo Ladewig                                         | Hudson                           | 0    |
| 121 ABD | ST     | 96  |                          | Joe Thompson                                            | Buick                            | 0    |
| 122 ABD | ST     | 99  |                          | Marano Gomez                                            | Packard                          | 0    |
| 123 ABD | ST     | 100 |                          | Felix Cerda Loza                                        | Buick                            | 0    |
| 124 ABD | ST     | 112 |                          | Enrique Hachmeister Francisco Toscana Valle             | Lincoln                          | 0    |
| 125 ABD | ST     | 126 |                          | González                                                | Buick                            | 0    |
| NP      | ST     | 28  |                          | Gutierre Tibon                                          | Chrysler                         | 0    |
| NP      | ST     | 53  |                          | Ricardo Lopez Mendes                                    | Cadillac                         | 0    |
| NP      | ST     | 58  |                          | Robert O'Brien Burnett Thatcher                         | DeSoto                           | 0    |
| NP      | ST     | 117 |                          | Alfredo Call                                            | Buick                            | 0    |

## Statistiche
- Pole position: nessuna
- Giro di gara più veloce: nessuno